# Monodora angolensis
Monodora angolensis là loài thực vật có hoa thuộc họ Na. Loài này được Welw. mô tả khoa học đầu tiên năm 1859.